# Kandahar Farm Cemetery
Kandahar Farm Cemetery is een Britse militaire begraafplaats met gesneuvelden uit de Eerste Wereldoorlog, gelegen in het Belgische dorp Nieuwkerke, een deelgemeente van Heuvelland. De begraafplaats ligt 1.900 m ten noordoosten van het dorpscentrum, langs de weg naar Wulvergem. Ze werd ontworpen door Charles Holden, in samenwerking met William Cowlishaw en wordt onderhouden door de Commonwealth War Graves Commission. Het terrein heeft een L-vormig grondplan met een oppervlakte van 2.809 m² en is omgeven door een natuurstenen muur. Het Cross of Sacrifice staat vooraan vlak bij de toegang.
Er liggen 446 doden begraven waarvan 11 niet meer geïdentificeerd konden worden.

## Geschiedenis
De begraafplaats lag dicht bij een boerderij die door de Britten Kandahar Farm werd genoemd, naar een plaats in Afghanistan waar de Britten een basis hadden. Ze werd gebruikt vanaf november 1914 tot het voorjaar van 1918 toen de dorpen Wulvergem en Nieuwkerke tijdens het Duitse lenteoffensief in vijandelijke handen vielen. Toen deze dorpen in september 1918 werden heroverd, werd de begraafplaats opnieuw gebruikt tot oktober van dat jaar.
Onder de 446 slachtoffers bevinden zich 218 Britten (waarvan 11 niet geïdentificeerde), 186 Australiërs, 6 Canadezen, 33 Nieuw-Zeelanders en 3 Duitsers. Voor 1 Australiër werd een Special Memorial opgericht omdat zijn graf door artillerievuur werd vernietigd en niet meer teruggevonden werd.
De begraafplaats werd in 2009 als monument beschermd.

## Graven

### Onderscheiden militairen
- Ralph Zouch Drake-Brockman, luitenant bij de Royal Field Artillery, Charles Arthur Carter, onderluitenant bij de Durham Light Infantry en Anthony Johnson, onderluitenant bij het Worcestershire Regiment werden onderscheiden met het Military Cross (MC). Laatstgenoemde ontving deze onderscheiding tweemaal (MC and Bar).
- William Smith, sergeant bij het Royal Army Medical Corps werd onderscheiden met de Distinguished Conduct Medal en de Military Medal (DCM, MM).
- William Anderson Connell, kapitein bij de Australian Infantry, A.I.F., Frederick William Watson, onderluitenant bij het New Zealand Machine Gun Corps en A. Jessup, schutter bij de Rifle Brigade werden onderscheiden met de Distinguished Conduct Medal (DCM).
- onderluitenant George Cochrane, sergeant A. Robins, de korporaals David Cohen, Henry Coombes, Robert Henry Hill, E. Shotter en Thomas Watson en schutter James Kavanagh ontvingen de Military Medal (MM).

### Minderjarige militair
- James Kavanagh, schutter bij de Royal Irish Rifles was 17 jaar toen hij op 6 september 1918 sneuvelde.

### Aliassen
- sergeant Alfred McDermott diende onder het alias A. Mack bij het Cheshire Regiment.
- schutter Ernest Cecil Ames diende onder het alias A. Johnson bij het London Regiment (City of London Rifles).
- geleider Alfred Cole diende onder het alias Jack Plush bij de Australian Field Artillery.
- soldaat Joseph Eckersley diende onder het alias J. Gregory bij de Australian Infantry, A.I.F..